# Kristallvertikalaccent

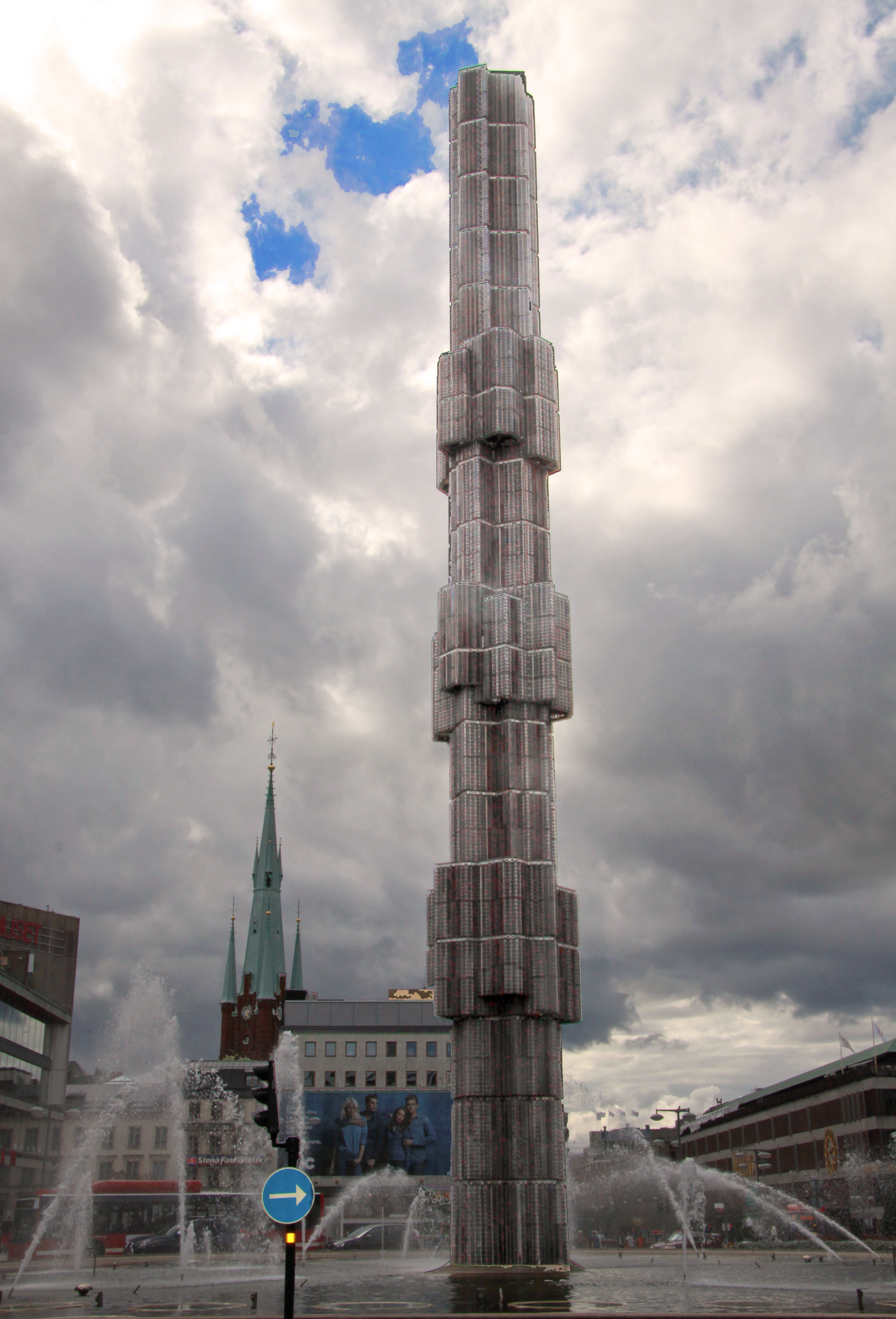
Kristall vertikal accent i glas och stål

Kristallvertikalaccent (offiziell: Kristall, vertikal accent i glas och stål; englisch Crystal, vertical accent in glass and steel) ist eine Skulptur des schwedischen Künstlers Edvin Öhrström.
Die Skulptur steht am Sergels Torg in der Innenstadt von Stockholm. Sie ist das Resultat eines Wettbewerbs zur Ergänzung des Sergels-Brunnens und wurde 1974 eingeweiht. Sie besteht aus einem 37 Meter hohen Stahlrahmen und ist mit 80.000 Prismen aus Bauglas der Lindshammars Glashütte bestückt und wiegt rund 130 Tonnen. Die Beleuchtung im Innern des Turms wurde von Edvin Öhrström schon beim Entwurf geplant aber erst 1993 installiert. Als Lichtquelle dienen vier Metalldampflampen mit je 1800 Watt und einer Farbtemperatur von 5600 Kelvin.
Die Skulptur wird gemeinhin Pinnen (Der Stab) genannt.